# Iran Aseman Airlines-vlucht 6895
Iran Aseman Airlines-vlucht 6895 (uitgevoerd door Itek Air en daarom ook wel bekend als Itek Air-vlucht 6895) was een vlucht die op 24 augustus 2008 kort na de start van Internationale Luchthaven Manas bij de Kirgizische hoofdstad Bisjkek neerstortte.
De vlucht met eindbestemming Teheran werd uitgevoerd met een Boeing 737-219 advanced (registratienummer EX-009). Enkele minuten na het opstijgen waren er problemen met de cabinedruk waarop de gezagvoerder besloot terug te keren naar Manas. Tijdens het terugkeren naar de luchthaven van Bisjkek verongelukte het vliegtuig.
Van de 90 inzittenden (waaronder 7 bemanningsleden) kwamen er 65 om het leven.  Door een samenloop van omstandigheden verongelukte het vliegtuig doordat het op onvoldoende hoogte boven het terrein vloog.